# 阿尔古日
阿尔古日（法語：Argouges，法語發音：[aʁɡuʒ]）是法国芒什省的一个旧市镇，属于阿夫朗什区。2017年，阿尔古日与邻近的5个市镇并入市镇圣雅姆。

## 地理
阿尔古日（48°30'9"N, 1°23'46"W）面积16.41 平方千米，位于法国诺曼底大区芒什省，该省份为法国西北部沿海省份，西、北、东北三面环大西洋，东起顺时针与卡爾瓦多斯省、奧恩省、马耶讷省和伊勒-维莱讷省接壤。
与阿尔古日接壤的市镇（或旧市镇、城区）包括：韦塞、科格勒、卡尔内、蒙塔内勒、维利耶勒普雷。
阿尔古日的时区为UTC+01:00、UTC+02:00（夏令时）。

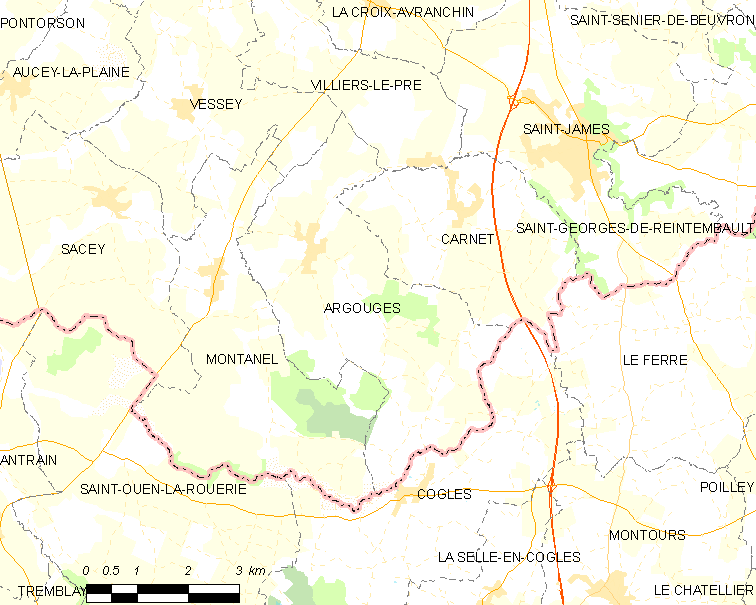
阿尔古日的OSM定位图

## 行政
阿尔古日的邮政编码为50240，INSEE市镇编码为50018。

## 政治
阿尔古日所属的省级选区为圣伊莱尔迪阿库埃县。

## 人口

1962-2008年间阿尔古日人口变化图示

阿尔古日于2018年1月1日时的人口数量为502人。